# 和田郁次郎
和田 郁次郎（わだ いくじろう、弘化4年7月12日〈1847年8月22日〉- 昭和3年〈1928年〉11月6日）は、北海道の開拓者として知られる日本の実業家。安芸国安芸郡段原村（現在の広島県広島市南区段原）出身。幼名は山田 徳蔵（やまだ とくぞう）。北海道への集団移住の草分けとなり、現在の北広島市にあたる北海道広島村の創始者となった。

## 生涯
慶應3年（1867年）、同郡竹屋村（現在の広島市中区竹屋町）の和田兵内の養子になり、和田郁次郎に改名。家督を相続し家業に励んでいたが、北海道開拓の志を抱き、明治15年（1882年）、資産を投じ有志数人と一村創設地を求めて北海道内各地を探索。この年は農業に適した土地が見つからず帰郷するが翌1883年、単身で渡った第2回探索で札幌郡月寒村（後の豊平村、現在の札幌市豊平区）の野幌原野を選定、輪厚川筋の寒冷かつ巨木が繁り、熊の住む原野を発見し、開拓を決意した。官許を得て「広島開墾」とし、翌1884年、広島県人25戸とともに同地へ移住した。
田畑や道路整備、用排水路建設などの開墾に着手するが、この年未曾有の大凶作に遭い、また温暖な瀬戸内の気候に慣れた広島の人たちにとって北海道の寒さは想像以上に厳しく、広島から根室に移住した人達数十名が病死するという事件もあり、移住希望者の審査が厳しくなって、この後3年間広島県からの移住は無かった。鉄道もまだなく物資は牛馬を引いて札幌までを往復した。やむなく東北・北陸出身者の移住を受け入れる。稲作の大きな成功などで1888年、広島県からの移住を再開させ以降、毎年数十名、数百名単位で移住を受け入れ開墾から10年後の1893年には、380戸・1200人を超えた。この年集団移住の模範となった「広島開墾」を視察に来た北垣国道北海道長官が「ここを和田村にせよ」と言ったが、郁次郎は謙譲し「皆で開拓したので」とこれを固辞し「広島村」と名付けた。1894年、「広島開墾」は正式に豊平村から独立し広島村となった。和田に先んじて月寒村に入植した大阪出身の中山久蔵が、北海道で稲作を初めて成功させたものの、この頃はまだ道内での稲作は危険視されていたが、和田を中心に広島村は道内一ともいわれた米の収穫を上げ、その道筋を示し開拓を軌道に乗せた。
その後学校や寺院、役場の建設などの町作りに尽力、当地の初代郵便局長、農会理事、1924年から2年間村長など多くの役職に就く。また材木業や鉄道会社の大株主になるなど実業家としても成功し、明治30年前後に刊行された「実業人傑伝」でも全国約400名の人物中にも掲載された。北海道の人物では当時、商業の中心だった函館の事業家以外では唯一の掲載であった。永野重雄も北海道に転勤後すぐに和田に挨拶に行ったともいわれている。こうした功績を讃え1894年、藍綬褒章、1914年には正八位勲八等瑞宝章を授与された。
広島村は昭和43年（1968年）の町制施行による広島町への名称変更を経て、平成8年（1996年）の市制施行で北広島市が発足した。この時、市制施行に備えた町民アンケートで、広島の名に由来する名称が70％を越えた結果を踏まえ、町議会では満場一致で「北広島市」が決定した。
なお、和田は広島村への移住者が増えすぎたという理由で、道内の他地域への開拓にも当たったが、その一つが奈井江村厳島（現在の空知管内の奈井江町厳島）である。
和田以外の広島県人の開墾地には、和田を頼って広島村に入った前鼻村七が開墾した現在の札幌市西区西野や、同じ札幌市の手稲区星置、現在の北見市留辺蘂町大和地区などがある。

## 参考書籍
- 『研究 郷土史北ひろしま』 「広島村を創立した和田郁次郎の生涯」、大谷義明著、北ひろしま郷土史研究会、1996年7月。
- 中国新聞社『広島県大百科事典』1982年10月。